# Busto d'oro di Marco Aurelio
Il busto d'oro di Marco Aurelio è un busto d'oro dell'imperatore romano Marco Aurelio scoperto il 19 aprile 1939 ad Avenches, nella Svizzera occidentale. Misura 33,5 centimetri (13,2 in) d'altezza e pesa 1,6 chilogrammi (3,5 lb). È uno dei più grandi busti in metallo conosciuti di un imperatore romano ed è considerato uno dei reperti archeologici più importanti della Svizzera. È tra i sei busti d'oro conosciuti realizzati durante il periodo imperiale romano.
Scoperto casualmente durante uno scavo nelle fogne del santuario di Cigognier ad Aventicum, il busto è conservato per sicurezza presso la Banque Cantonale Vaudoise di Losanna; una copia è esposta permanentemente al Museo Romano di Avenches. L'originale è stato esposto solo una decina di volte, comprese due mostre ad Avenches, nel 1996 e nel 2006. Il busto è attribuito a un orafo della regione di Aventicum, anche se la rarità dei busti antichi in metalli preziosi impedisce una chiara analisi del suo stile.
Inizialmente identificato come l'imperatore Antonino Pio, il busto è più spesso considerato raffigurare il suo successore, Marco Aurelio, nella sua vecchiaia. L'identificazione del busto, supportata dallo studio dei ritratti di imperatori romani provenienti dalla numismatica e da busti dell'epoca, non è universalmente accettata: l'archeologo Jean-Charles Balty ritiene che il busto rappresenti l'imperatore Giuliano.

## Storia

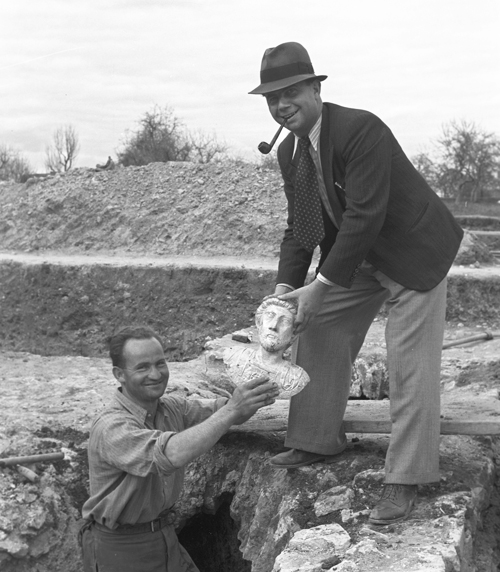
Scoperta del busto d'oro nel 1939.

Il busto d'oro fu scoperto il 19 aprile 1939 ad Avenches da lavoratori disoccupati di Losanna che partecipavano a un programma occupazionale organizzato dall'associazione Pro Aventico che gestisce il patrimonio antico della città. Erano diretti dall'archeologo cantonale Louis Bosset, dal curatore del Museo romano di Avenches Jules Bourquin e dal direttore scientifico del sito André Rais dal 21 ottobre 1938; la loro missione consisteva principalmente nel rivelare la sagoma dell'edificio collegato alla colonna di Cigognier. Durante lo scavo della fognatura numero 1 del cantiere un operaio colpì con il piccone un oggetto metallico; il busto si trovava in una tubatura, sepolto nel limo e nella terra nera ed era quasi interamente ricoperto di pietra calcarea. Al momento del ritrovamento il busto pesava circa 1,6 chilogrammi (3,5 lb): costituisce il più grande ritrovamento d'oro avvenuto in Svizzera e fu immediatamente registrato da un notaio.
Il busto fu esposto nel sito di Cigognier nei giorni successivi alla scoperta. La notizia si diffuse molto rapidamente in tutta la Svizzera e ogni sera il busto veniva spostato in banca per impedirne il furto. I visitatori arrivavano da tutto il Paese e giornali internazionali come The New York Times o The Illustrated London riportarono la notizia. Tra il 21 e il 26 agosto 1939 il busto fu esposto a Berlino nell'ambito del Sesto Congresso Internazionale di Archeologia Classica. Fu prestato al Kunsthaus di Zurigo nell'estate del 1939 prima di essere inviato al Museo nazionale svizzero per il restauro. Furono realizzate tre copie in gesso per le esibizioni del Museo nazionale svizzero, del Museo cantonale della moneta di Losanna e del Museo romano di Avenches.
Prima di restituire il busto ad Avenches, su richiesta del Dipartimento dell'Istruzione e degli Affari Religiosi sono state valutate le misure di sicurezza del Museo Romano di Avenches. Ritenute insoddisfacenti, nel museo fu collocata una copia. L'originale fu depositato presso la Banque Cantonale Vaudoise di Losanna. Questa decisione si rivelò corretta, poiché due copie del busto furono rubate nel novembre 1940 e nel luglio 1957.
Dopo il prestito al Kunsthaus di Zurigo, il busto originale è stato esposto solo in rare occasioni: nel 1985 al Museo Schnütgen di Colonia, nel 1991 al Museo Nazionale Svizzero di Zurigo, nel 1991-1992 al Museo di Storia di Berna, nel 1992 e nel 1996 al Musée d'Art et d'Histoire di Ginevra, dal 1993 al 1997 al Musée cantonal d'archéologie et d'histoire di Losanna, nel 1995 al Museo Nazionale Ungherese di Budapest, nel 2003-2004 al Museo Nazionale della Danimarca a Copenaghen, nel 2018 al Palais de Rumine di Losanna e nel 2023 alla Getty Villa di Malibu. È stato esposto per la prima volta nel Museo Romano di Avenches nel 1996 per una mostra intitolata "Bronzo e Oro" ed è stato il fulcro della mostra temporanea del 2006. Una copia del busto fa parte della mostra permanente del museo al secondo piano.

## Luogo della scoperta

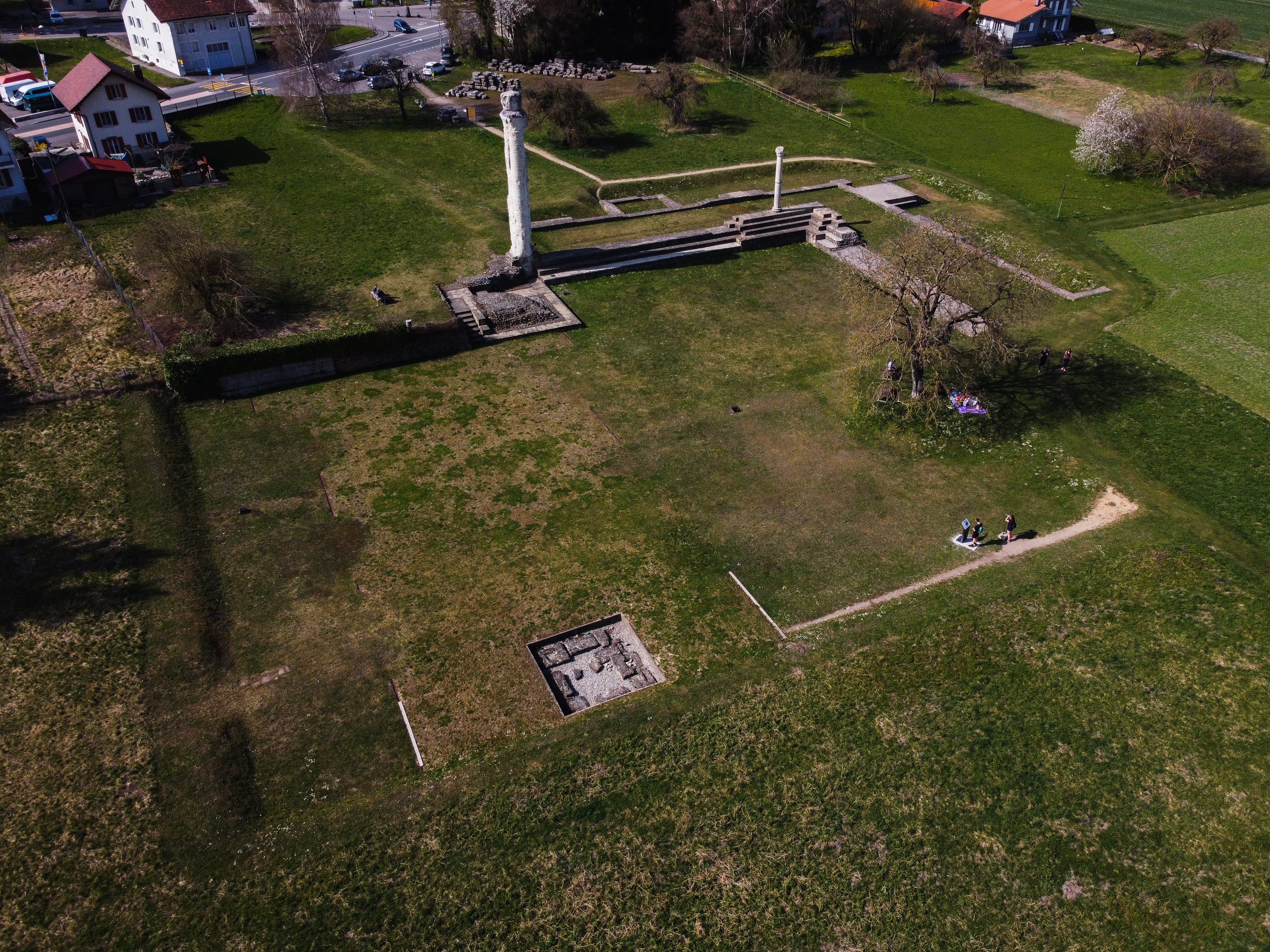
Il sito del santuario di Cigognier, dove fu ritrovato il busto nel 1939.

Il busto è stato rinvenuto nel territorio di Aventicum nel comune di Avenches. Situata nel distretto di Broye-Vully nel cantone di Vaud, Avenches si trova a 478 metri (1 568 ft) di altitudine su una collina isolata a sud della pianura della Broye, 51 chilometri (32 mi) a nord-est di Losanna e 29 chilometri (18 mi) a sud-ovest di Berna. Aventicum è l'antenato di Avenches e si trova sulle pendici della collina di Avenches. Durante il suo periodo di massimo splendore, nel I secolo d.C., questa colonia romana contava una popolazione di circa 20.000 abitanti ed era la capitale amministrativa e politica degli Elvezi. Aventicum è considerato uno dei siti archeologici più ricchi della Svizzera ed è stato oggetto di scavi sistematici sin dalla fondazione dell'associazione Pro Aventino nel 1885.
«Fu un periodo buio in cui le nostre campagne sperimentarono la minaccia e la realtà dell'invasione. I primi due decenni (260-280) furono i più tragici: la prima ondata dell'invasione degli Alamanni attraversò selvaggiamente l'altopiano svizzero. Aventicum fu saccheggiata. I numerosi tesori sepolti un po' ovunque all'avvicinarsi dei barbari sono una testimonianza silenziosa ma espressiva di queste incursioni.»

— Louis Meylan, Notre pays terre Romaine, 1929.
Il territorio di Aventicum, che si estende per 228 ettari, comprende un teatro, stabilimenti termali, un anfiteatro e un tempio. Il busto è stato rinvenuto durante gli scavi del tempio, chiamato “santuario di Cigognier”. Un'analisi dendrocronologica dei pali di fondazione del santuario ne ha datato la costruzione al 98 d.C. Venti anni prima l'imperatore Vespasiano aveva elevato Aventicum al rango di colonia e il tempio fu probabilmente costruito durante il regno di Traiano.
Il sito di Aventicum si distingue da altri siti archeologici simili per la presenza di un gran numero di manufatti in bronzo. Il motivo potrebbe essere il saccheggio della città durante l'invasione degli Alemanni nel III secolo: molti abitanti, colti di sorpresa, non avrebbero fatto in tempo a mettere al sicuro i propri averi e li avrebbero nascosti sotto terra. Gli incendi potrebbero aver contribuito anche alla sepoltura di oggetti preziosi.
Il nome "santuario di Cigognier" deriva da un nido di cicogna sull'unica colonna ancora in piedi dell'edificio. Il nome apparve per la prima volta nel 1642, in un'incisione di Matthäus Merian. Il nido fu spostato nel 1978 durante il restauro della colonna. Aventicum e Avenches prendono il nome dalla dea celtica Aventia (o Avencia).

## Tecnica di produzione

### Originale
Il busto è stato realizzato da un'unica foglia d'oro a forma di disco, utilizzando la tecnica dello sbalzo, anche se le sue dimensioni suggeriscono che potesse essere composto da più foglie. Nel 1940, l'archeologo svizzero Paul Schazmann affermò che era "[...] quasi incredibile che un'opera di queste dimensioni dovesse consistere di un unico foglio [...]". Questa teoria è stata spesso messa in discussione, ma tutte le analisi effettuate portano alla stessa conclusione. Il busto non è stato nemmeno fuso, come dimostra lo spessore ridotto; è stato modellato tramite martellatura e lo spessore varia a seconda della lavorazione nei diversi punti della sua superficie. Un'analisi tomografica condotta nel 2016 mostra che l'artigiano iniziò il lavoro con la parte più stretta del busto, il collo, e terminò con il busto. Il busto è realizzato per il 92% in oro a 22 carati; contiene inoltre il 2-3% di argento e il 2-3% di rame. Il busto ha un peso complessivo di 1 589,07 grammi (56,053 oz) e un volume di 82,25 centimetri cubi (5,019 cu in).

### Copie
Le prime copie del busto furono realizzate in gesso nel novembre 1939. Le pareti di questi busti erano spesse 3 millimetri (0,12 in), e la doratura era fatta a foglia. Una copia in gesso del 1941, ancora esposta al Musée Monétaire Cantonal di Losanna nel 2006, era in cattivo stato di conservazione e mostrava il rosso del rivestimento applicato al busto prima della doratura.
Una seconda serie di esemplari venne realizzata negli anni '70 in resina Betacryl. La longevità di queste copie è stata messa in dubbio da Anne de Pury-Gysel, direttrice dei lavori sul sito di Aventicum, perché la decomposizione dei busti nel tempo ha creato piccole macchie nere sulla superficie. Nel 1992 furono realizzate nuove copie per la mostra "L'oro degli Elvezi" a Zurigo. Tre modelli furono realizzati tramite galvanica, utilizzando uno stampo in silicone. Dieci anni dopo, il governo del canton Vaud si rese conto che lo stampo era già in stato di decomposizione. Era fondamentale produrre uno stampo durevole, per poter produrre delle copie in caso di perdita dell'originale. Walter Frei, curatore del Museo Nazionale di Zurigo, è l'autore di questa 'stampa' in silicone realizzata nel 2003.

## Descrizione
Il busto è alto 33,5 centimetri (13,2 in) e largo 29,46 centimetri (11,60 in). Lo spessore delle pareti varia tra 0,24 e 1,4 millimetri (0,0094 e 0,0551 in), mentre le sue proporzioni sono circa i tre quarti di quelle di un maschio adulto.
La testa del busto è diritta e presenta un aspetto simmetrico e rigido non comune ai busti antichi: i busti in marmo sono solitamente leggermente girati di lato. Un confronto con un busto di Marco Aurelio conservato al Museo del Louvre, soprattutto in corrispondenza delle sopracciglia, mostra che il busto in oro sarebbe stato realizzato in modo speculare; le sue proporzioni sono invertite da sinistra a destra. Le diverse parti del busto si ispirano a modelli di epoche diverse, come dimostra ad esempio la sua strettezza, che ricorda opere precedenti. I capelli sono corti e ondulati, uno stile risalente al I secolo d.C. e in contrasto con quanto comunemente noto su Marco Aurelio. Il mento a una forma leggermente triangolare, la testa è rotonda e la fronte ampia, mentre altre statue di Marco Aurelio presentano un volto più allungato e rettangolare.

Il busto rappresenta un uomo anziano e barbuto, con due rughe orizzontali sulla fronte e borse sotto gli occhi. Lo sguardo cupo del busto proietta un'espressione solenne che si trova più spesso nelle opere postume. L'occhio sinistro è leggermente più alto del destro, il naso ha ampie narici e la bocca è stretta. Il collo è liscio e non presenta muscolatura né rughe. Il corpo indossa tre strati di indumenti, tra cui una corazza romana con al centro una Gorgone e un paludamentum sulla spalla sinistra, originariamente sostenuto da una spilla oggi scomparsa e che doveva essere costituita di pietra preziosa.

Dettagli del busto
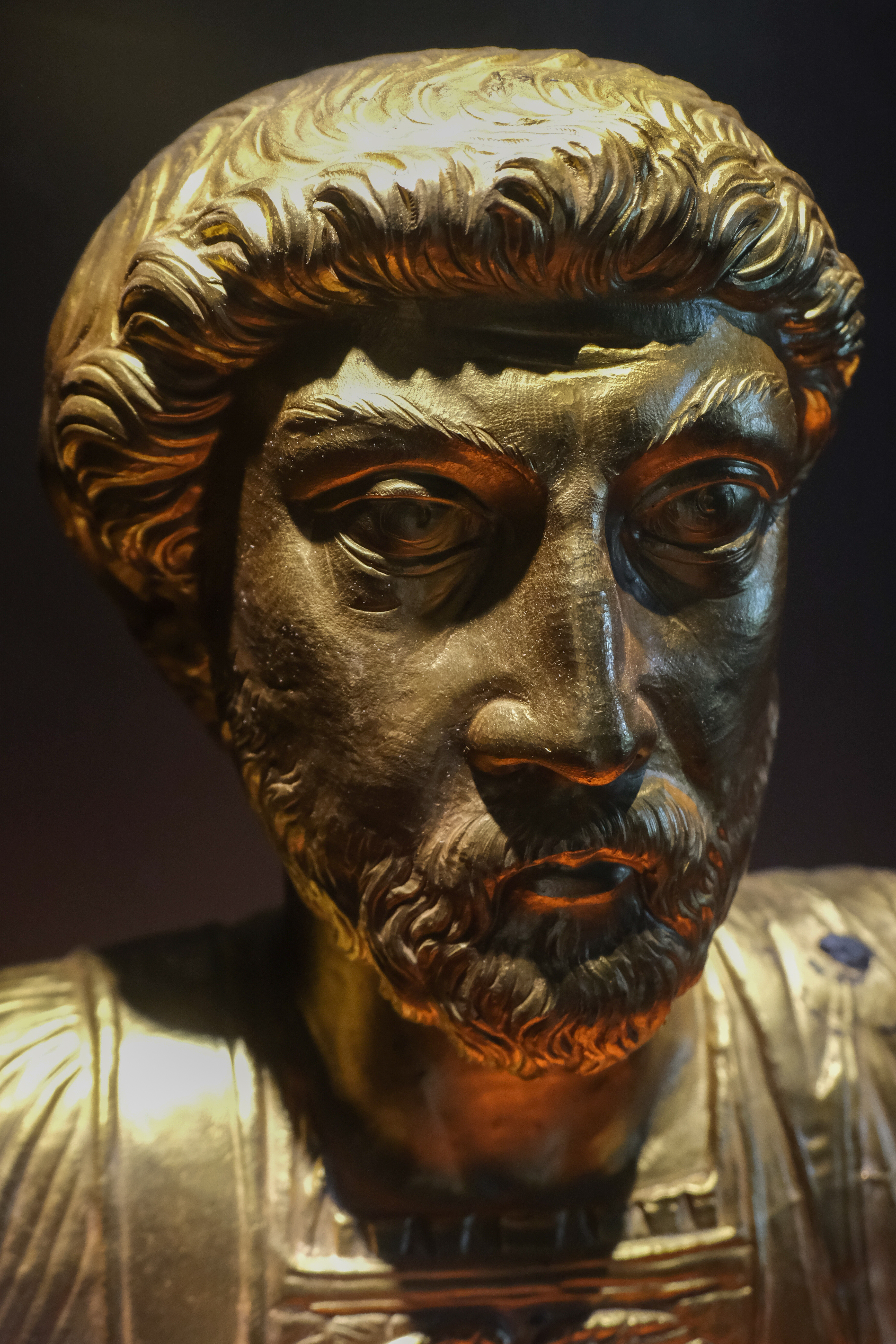
Viso
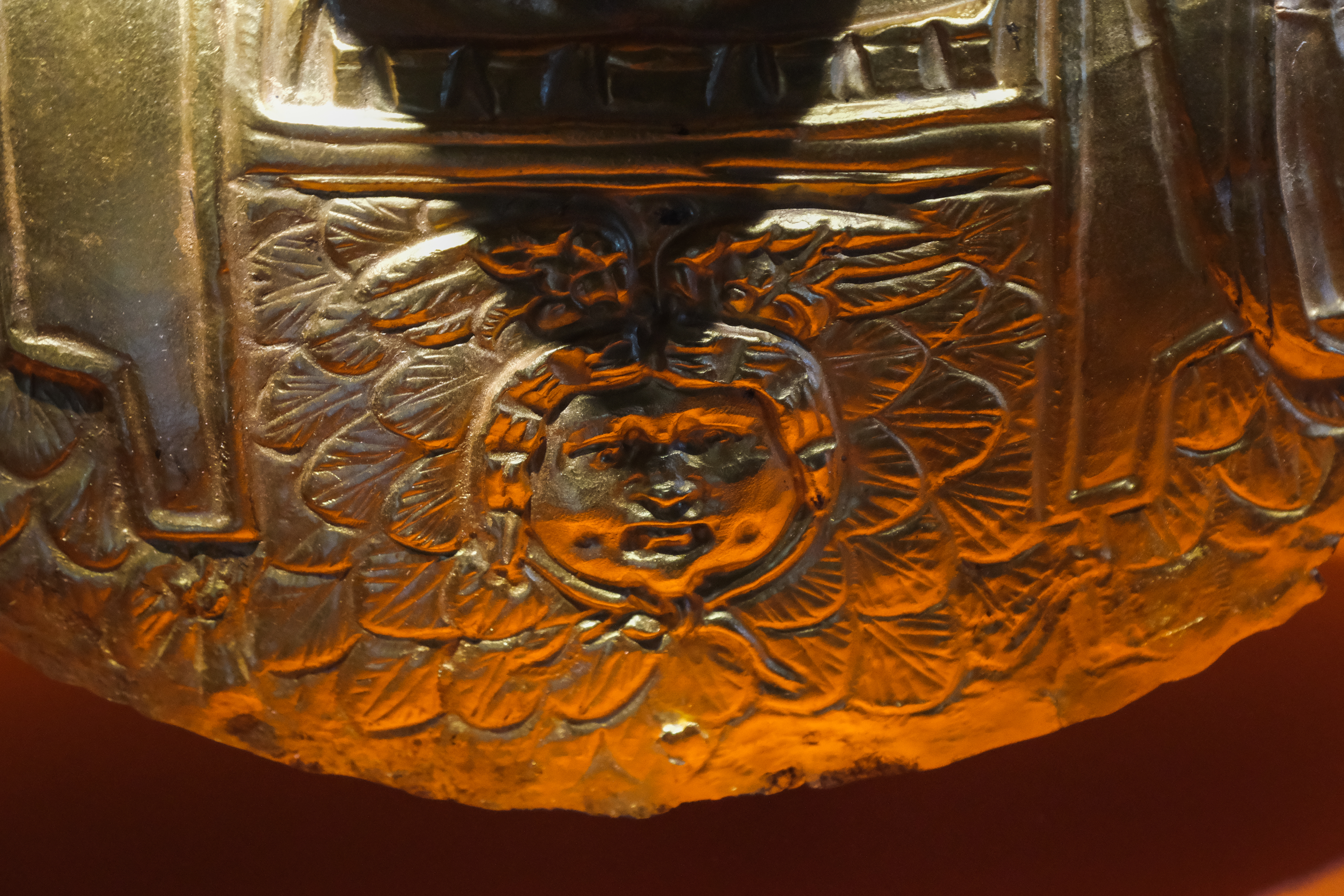
Gorgone e centro della corazza
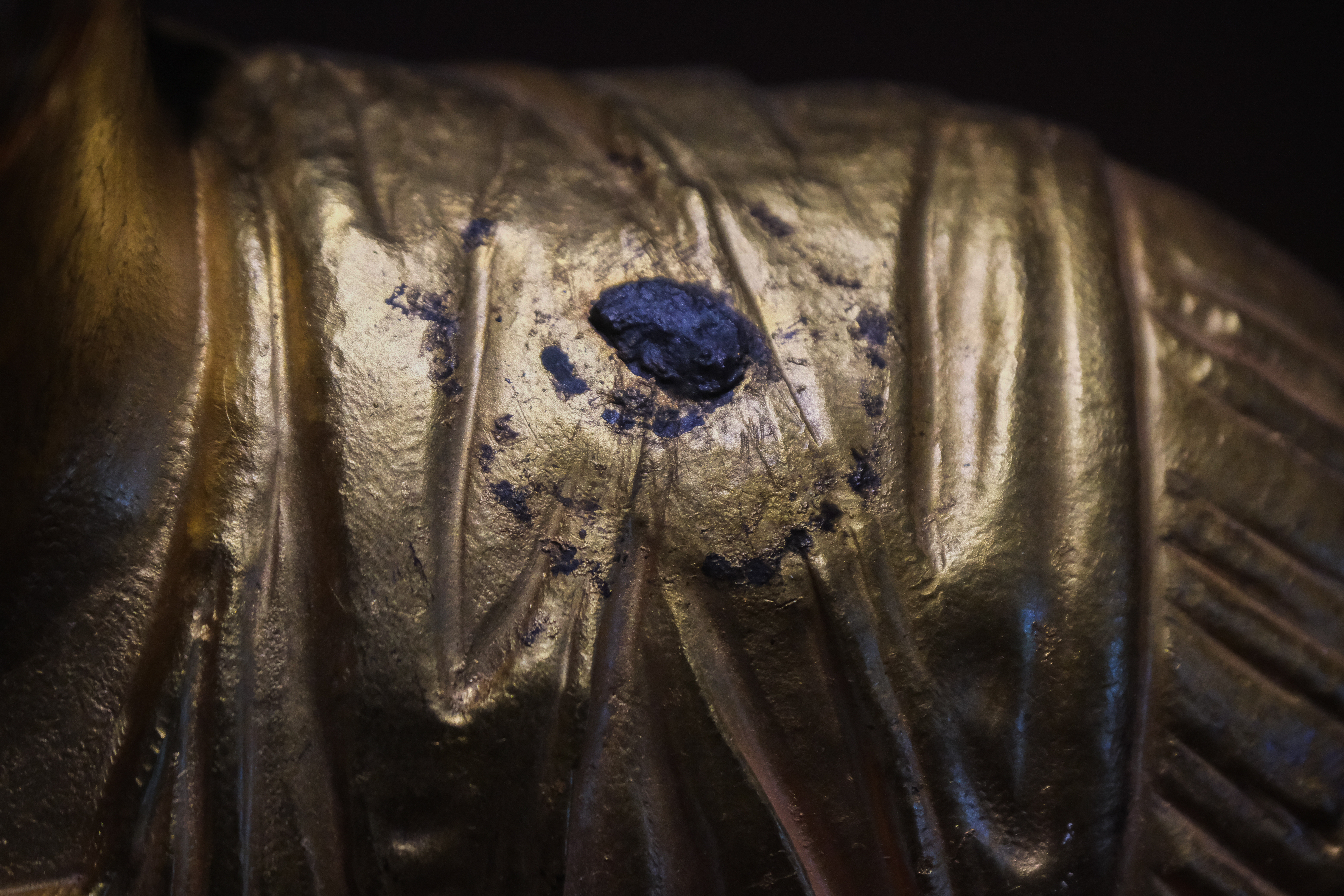
Spilla mancante dalla spalla sinistra
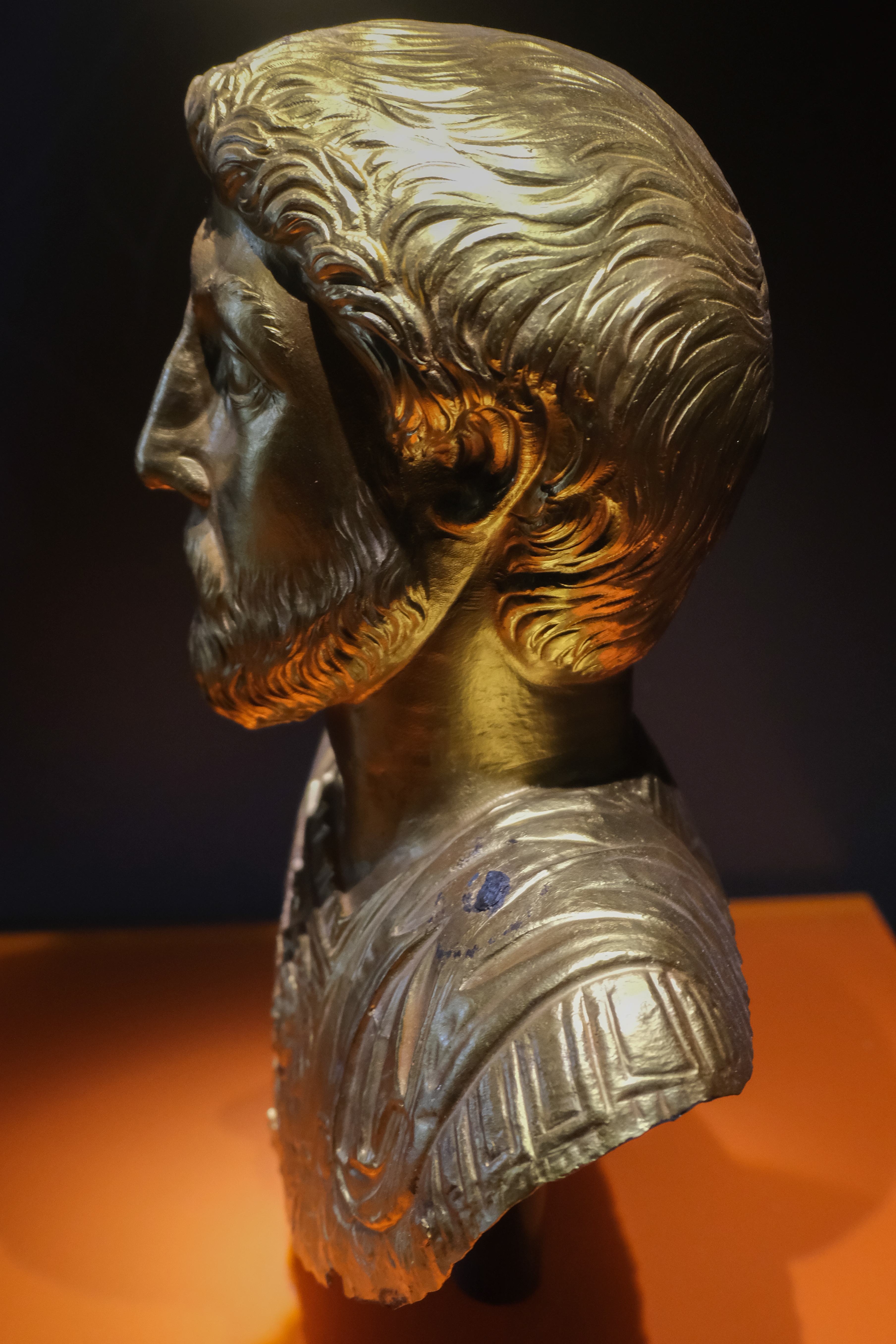
Profilo
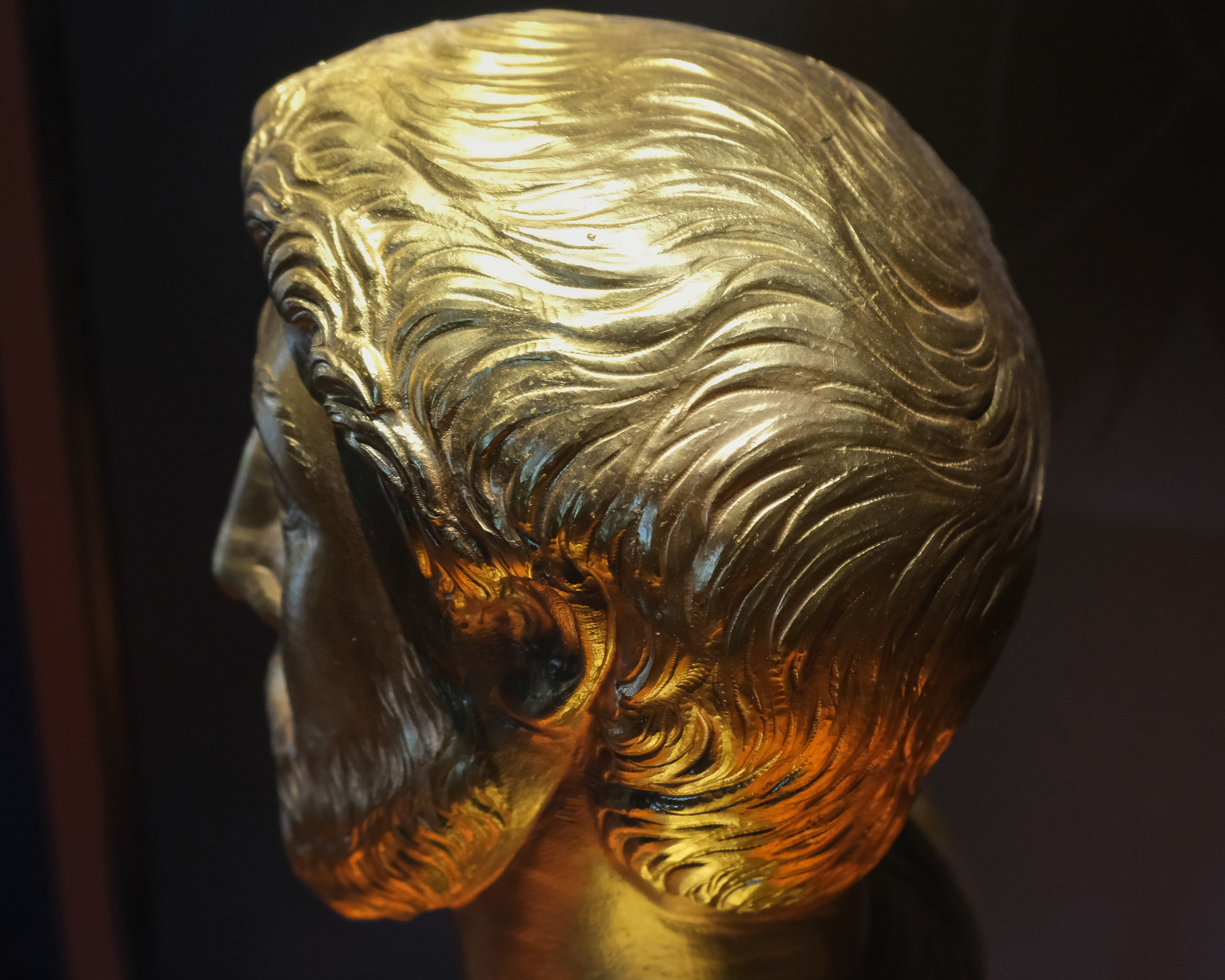
Retro della testa

Al momento del ritrovamento il busto presentava numerose ammaccature. Uno squarcio sulla guancia destra e un'ammaccatura sulla nuca, corretti durante il restauro del busto, furono probabilmente inflitti durante lo scavo. Il busto presentava inoltre danni di origine sconosciuta: crepe nella parte posteriore della testa e nei capelli, un buco nella parte superiore e la mancanza di una parte sotto la spalla sinistra.

Danno pre-scoperta[N2]
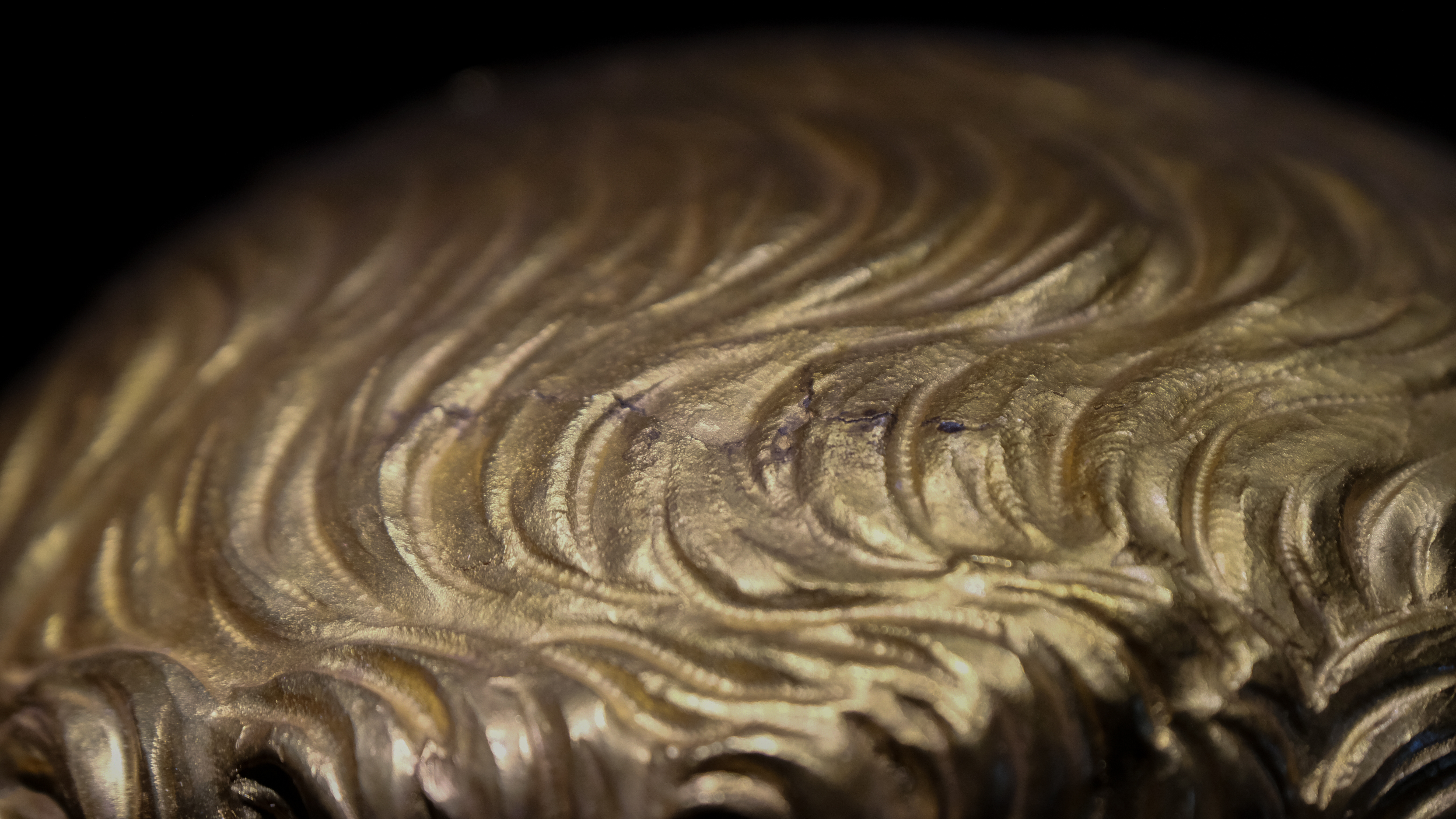
Crepe nei capelli.
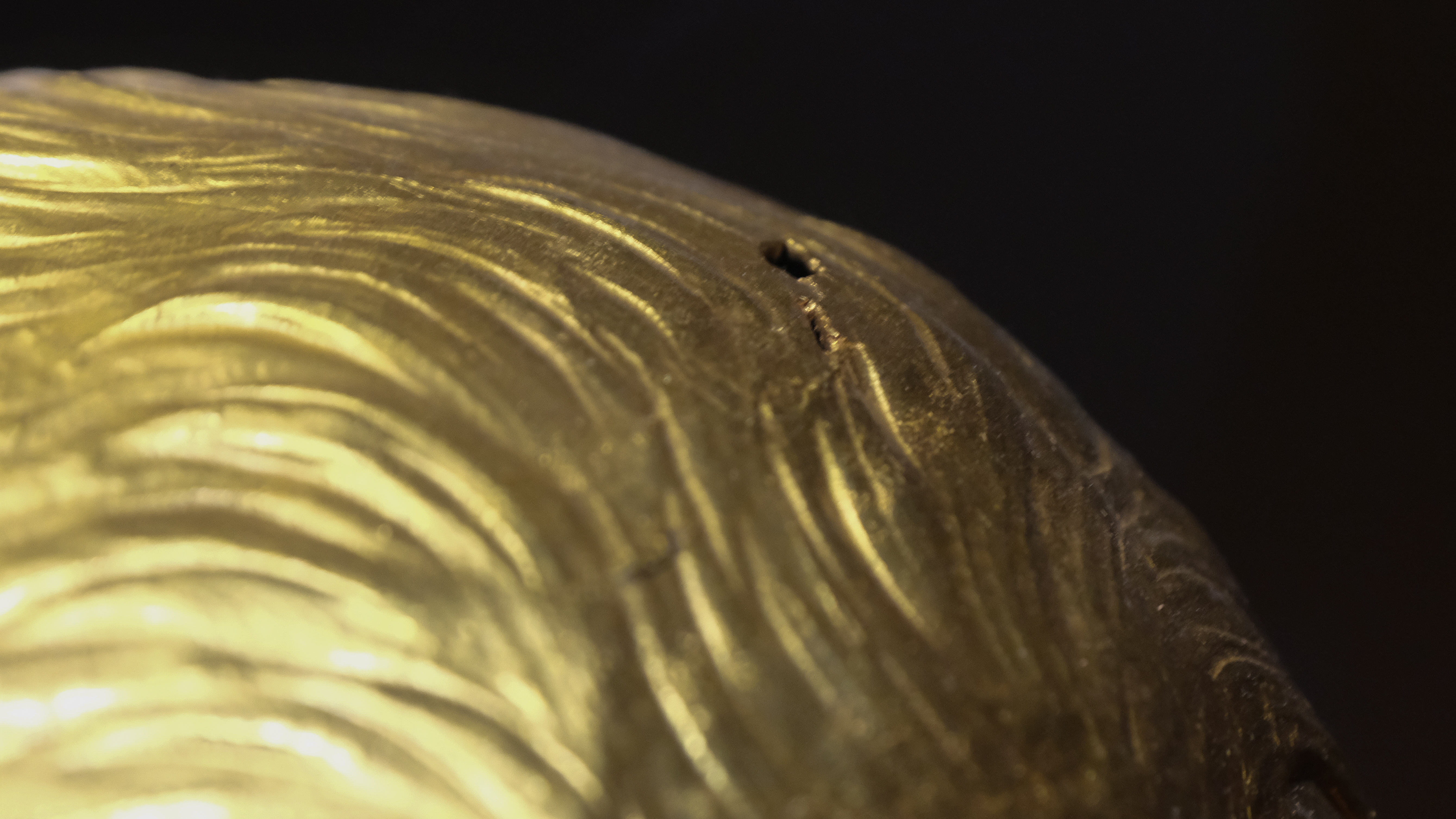
Foro sulla sommità della testa.
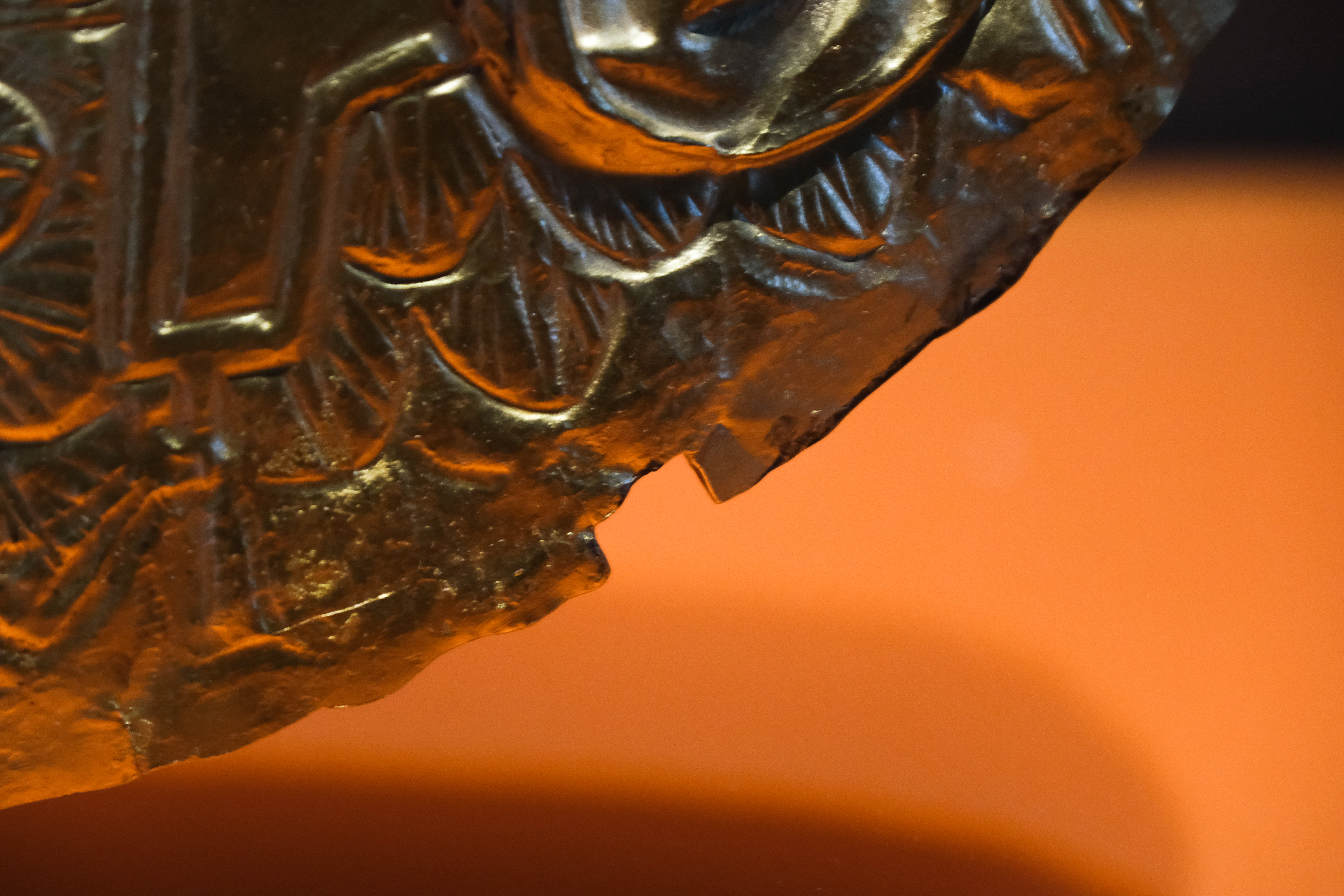
Parte mancante sotto la spalla sinistra.

## Interpretazioni
Subito dopo la sua scoperta il busto fu identificato come Antonino Pio. Paul Schazmann, nel 1940, notò una sorprendente somiglianza con Marco Aurelio, figlio adottivo ed erede di Antonino.

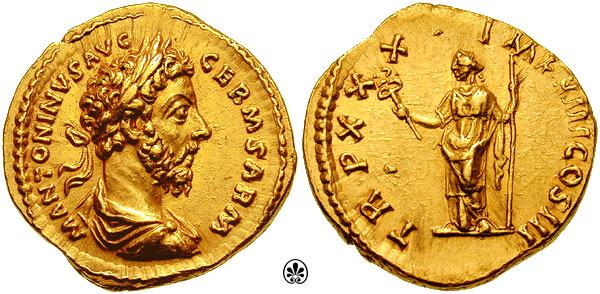
Aureo di Marco Aurelio datato 176.

A sostegno della sua conclusione, Schazmann concentrò le sue ricerche su diversi imperatori romani, poiché all'epoca l'oro poteva essere utilizzato solo per le rappresentazioni imperiali. Studiò poi la monetazione romana e le antiche statue degli imperatori, anche se sapeva che nel I secolo non avevano ancora la barba. Adriano, Antonino il Pio e Marco Aurelio erano i candidati più probabili, anche se Adriano fu presto scartato a causa delle sue differenze fisionomiche con gli altri due. Le monete sono state di grande aiuto per identificare il busto; l'imperatore romano era una delle poche figure antiche ad apparire molto frequentemente sulle monete imperiali.
L'espressione del busto è simile a quella riscontrata nei rilievi dell'Arco di Marco Aurelio a Roma (costruito nel 176), così come nelle serie di monete emesse tra il 170 e il 180. Oggi è generalmente accettato che il busto rappresenti Marco Aurelio negli ultimi anni della sua vita. Esistono tuttavia alcune differenze con altre rappresentazioni conosciute di Marco Aurelio: a parte la diversa acconciatura, la sommità della testa è più larga e più bassa che in altri busti e nelle monete dell'imperatore. Si ipotizza che la data di produzione sia compresa tra il 176 e il 180, ma non è da escludere che il busto sia un'opera postuma; una produzione successiva alla morte di Marco Aurelio ne spiegherebbe l'acconciatura.
Questa interpretazione non è universalmente accettata. Nel 1980, l'archeologo franco-belga Jean-Charles Balty propose una reinterpretazione del busto, sostenendo che si tratterebbe dell'imperatore romano Giuliano del IV secolo d.C. La conclusione di Balty è influenzata dallo sguardo frontale della statua e dalla sua acconciatura. Hans Jucker, un archeologo classico svizzero, rispose a Balty un anno dopo sottolineando che la "frontalità" della statua è spiegata dal suo uso come estremità di un bastone e che l'acconciatura del busto non è simile a quella di nessun ritratto di imperatore conosciuto: questo dimostrerebbe una manifattura locale, piuttosto che una diversa identificazione. Jucker ha inoltre sottolineato che Giuliano non è mai stato raffigurato con le rughe e che il modo in cui sono stati riprodotti gli occhi non corrispondeva allo stile tipico del IV secolo.
Secondo Anne de Pury-Gysel, alcuni commentatori ritengono che il busto sia stato erroneamente attribuito all'antichità; un'ipotesi alternativa fa risalire il busto ad opera medievale. Questa idea nacque probabilmente dal fatto che, fino al 1939, tutte le teste in metallo prezioso rinvenute risalivano al Medioevo. Una certa somiglianza con il Busto reliquiario di San Candido dell'Abbazia di Saint-Maurice nel Vallese, soprattutto nell'espressione del volto, dà credito a questa teoria, ma gli stili molto diversi tolgono ogni possibile dubbio. Gli artisti antichi sono noti per i loro ritratti naturalistici, con rughe e capelli più realistici, mentre i ritratti medievali sono generalmente più semplici e più interessati al simbolismo.

### Funzione e origine

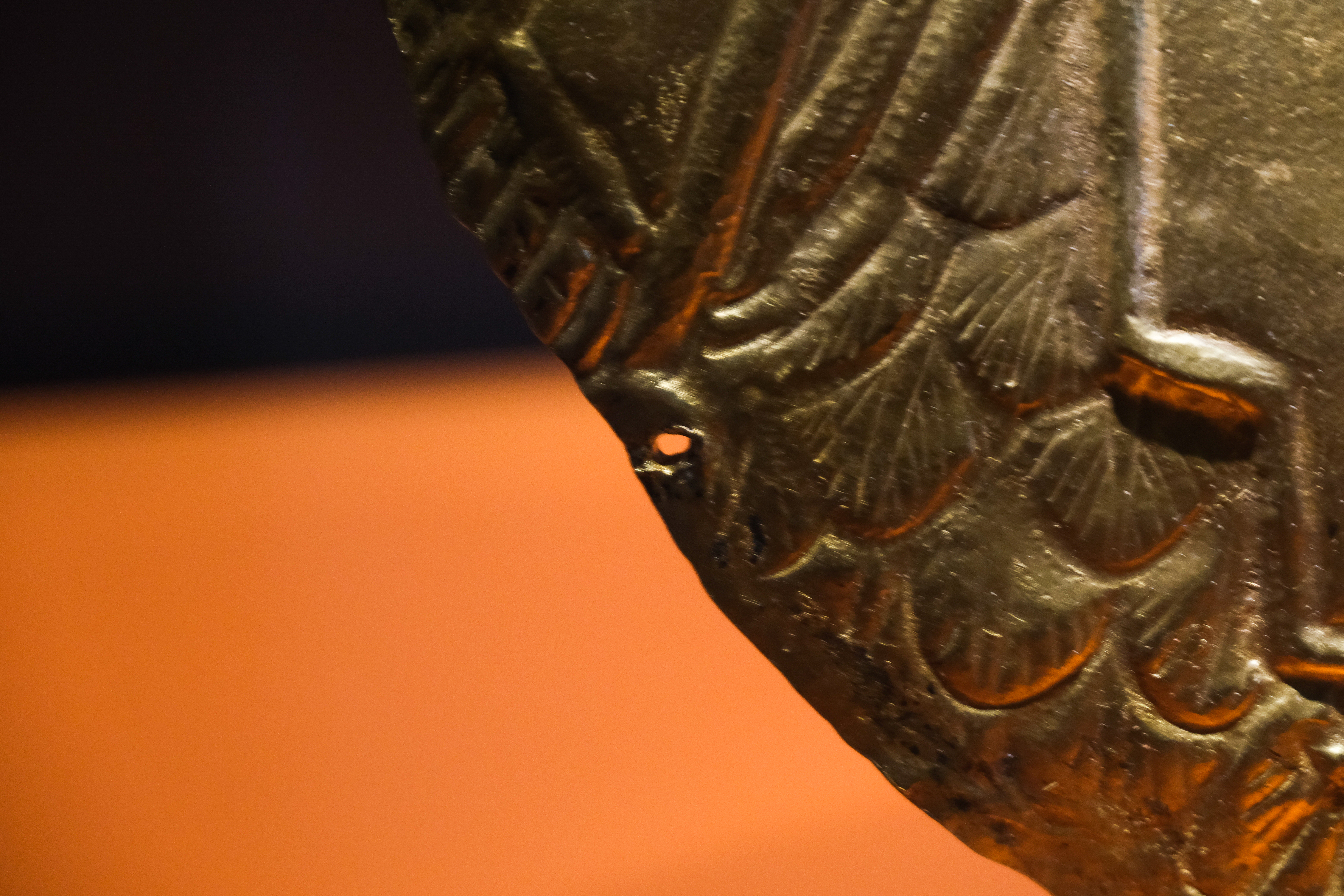
Foro per rivetto sul lato sinistro del busto

La funzione del busto non è certa. Poiché non può reggersi da solo, probabilmente veniva utilizzato montato su un palo. Tre rivetti realizzati dopo la creazione della statua (uno nella parte anteriore, gli altri due su ciascuna spalla) suggeriscono che il palo fosse nascosto da un telo. Tuttavia, il contesto rimane poco chiaro; l'archeologo americano Lee Ann Ricardi suggerisce che fosse usato come insegna di guerra, ma Aventicum non è conosciuta come città militare. Un'altra possibile spiegazione è che il busto fosse utilizzato durante celebrazioni, portato su un palo come testa da parata, come raffigurato in un murale della villa romana di Meikirch, nel cantone di Berna.
L'origine del busto è spesso considerata "provinciale", cioè probabilmente da Avenches o dai dintorni. Argomenti a favore di questa teoria includono il copricapo in stile celtico, il fatto che la presenza d'oro era conosciuta in Elvezia nel I secolo d.C. e l'esistenza di due orafi, un padre e un figlio, ad Aventicum nello stesso periodo, come attestato da una stele funeraria nel sito. Di conseguenza, il busto viene talvolta stigmatizzato per la sua origine, spesso sinonimo di scarsa qualità rispetto alle opere provenienti dalla stessa Roma. Tuttavia, la mancanza di oggetti in metallo coevi rende impossibile determinare con certezza l'origine del busto.

## Storia recente

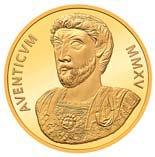
Moneta commemorativa emessa da Swissmint nel 2015 per il 2000º anniversario di Avenches

Una copia del busto fu donata a Benito Mussolini dal capo del Dipartimento della Pubblica Istruzione nel 1941 per ringraziarlo delle sue donazioni alla Biblioteca cantonale di Vaud. Il dono è stato fatto anche a nome del Consiglio di Stato di Vaud e del Consiglio federale, in riconoscimento dei "servizi economici che Mussolini [aveva appena] reso alla Svizzera".
Nel 1944 il precedente proprietario del terreno di Cigognier chiese all'associazione Pro Aventino il risarcimento del sequestro dell'oro. La pretesa si fondava su una servitù rimasta a suo nome al momento della vendita e il caso è stato presentato al tribunale amministrativo del canton Vaud. Applicando il Codice civile svizzero, il tribunale ha dichiarato il busto "oggetto di interesse pubblico", consentendogli di entrare a far parte delle collezioni dello Stato.
I reperti archeologici di metalli preziosi provenienti dall'antichità sono rari, perché la maggior parte di questi manufatti furono riciclati in opere successive. Il busto d'oro di Marco Aurelio fu il primo oggetto d'oro antico mai ritrovato. Per questo motivo la stampa locale lo ha definito “il più importante oggetto romano mai rinvenuto in Svizzera”. Nel 1965 seguì il ritrovamento in Grecia del Busto dorato di Settimio Severo in oro 23 carati, seguito a sua volta da vari altri manufatti, come la testa di statua romana in oro riutilizzata nella statua del reliquiario di Sainte Foy a Conques. Con i suoi 33,5 centimetri (13,2 in), il busto di Marco Aurelio è anche il più grande di tutti i busti d'oro romani: supera quello di Settimio Severo di 5 centimetri (2,0 in) e quelli di Licinio e Licinio II di oltre 20 centimetri (7,9 in).
Nel 2015 Swissmint ha emesso delle monete commemorative in occasione del 2000º anniversario di Aventicum. Per uno dei lati di queste monete è stato scelto il busto d'oro di Marco Aurelio. Con un valore nominale di 50 CHF, le monete sono composte da oro (90%) e rame (10%) e pesano 11,29 grammi (0,398 oz).